# Мамиев, Аловсет Захир Оглы
Мамиев Аловсет Захир Оглы (род. 21 июля 1991 года) — спортсмен, мастер спорта России по дзюдо, мастер спорта России по самбо, мастер спорта России по боевому самбо, кандидат мастера спорта по Грэпплингу, кандидат мастера спорта по панкратиону. Боец Мма рекорд 8-2-0 боец организации Hardcorefc_mma

## Биография
Аловсет — боец легкой и полулегкой весовой категории, выступающих в топовых поп-ММА лигах. Является участником Гран-при организации Наше Дело, мастер спорта по самбо и дзюдо, победителем чемпионата ЦФО, призер России (2-е место), КМС по грэпплингу (триумфатор чемпионата Калужской области), чемпион Казахстана по панкратиону, а также участник региональных турниров по боксу.
Аловсет Мамиев родился в Азербайджане, однако большую часть своей сознательной жизни прожил в России. Несколько лет жил в Санкт-Петербурге, затем переехал в Калугу. Здесь его не взяли в одну школу, затем не взяли в другую из-за плохого поведения, поэтому пришлось учиться в школе-интернате.
В Калуге Али закончил школу, потом колледж и институт.
По его же словам, Аловсет всю жизнь занимался спортом. Все начиналось с банального просмотра боевиков в детстве. Али признается: «Смотрел Жан-Клод Ван Дамма, ногами махал перед телевизором». Уже в 8 лет попросил своего отца отвести его в спортзал.
Аловсет Мамиев всегда был фанатичен по отношению к спорту. Появилось стремление проводить как можно больше времени в спортзале, а своему тренеру боец однажды сказал, что хочет тренироваться 2 раза в день, а если надо, то и 3 раза в день.

## Спортивные достижения
- Серебряный призер ЦФО по дзюдо 2011г город Курск[8]. — ;
- Чемпион ЦФО по грепплингу 2015 г Белгород[9]. — ;
- Чемпион Казахстана по панкратиону 2016 г Алмата. — ;
- Призер чемпионата России по боевому самбо 2020г Оренбург.[10] — ;
- Серебряный призер чемпионата России по боевому самбо по манаповской версии 2017 г город Санкт-Петебург.[11] — ;

### Профессиональные бои
Боец МMA рекорд 8-2-0 боец организации Hardcore Fighting Championship MMA